# Prévinquières
Prévinquières is een gemeente in het Franse departement Aveyron (regio Occitanie) en telt 281 inwoners (2005). De plaats maakt deel uit van het arrondissement Villefranche-de-Rouergue.

## Geografie
De oppervlakte van Prévinquières bedraagt 20,6 km², de bevolkingsdichtheid is 13,6 inwoners per km².
De Aveyron stroomt door de gemeente.

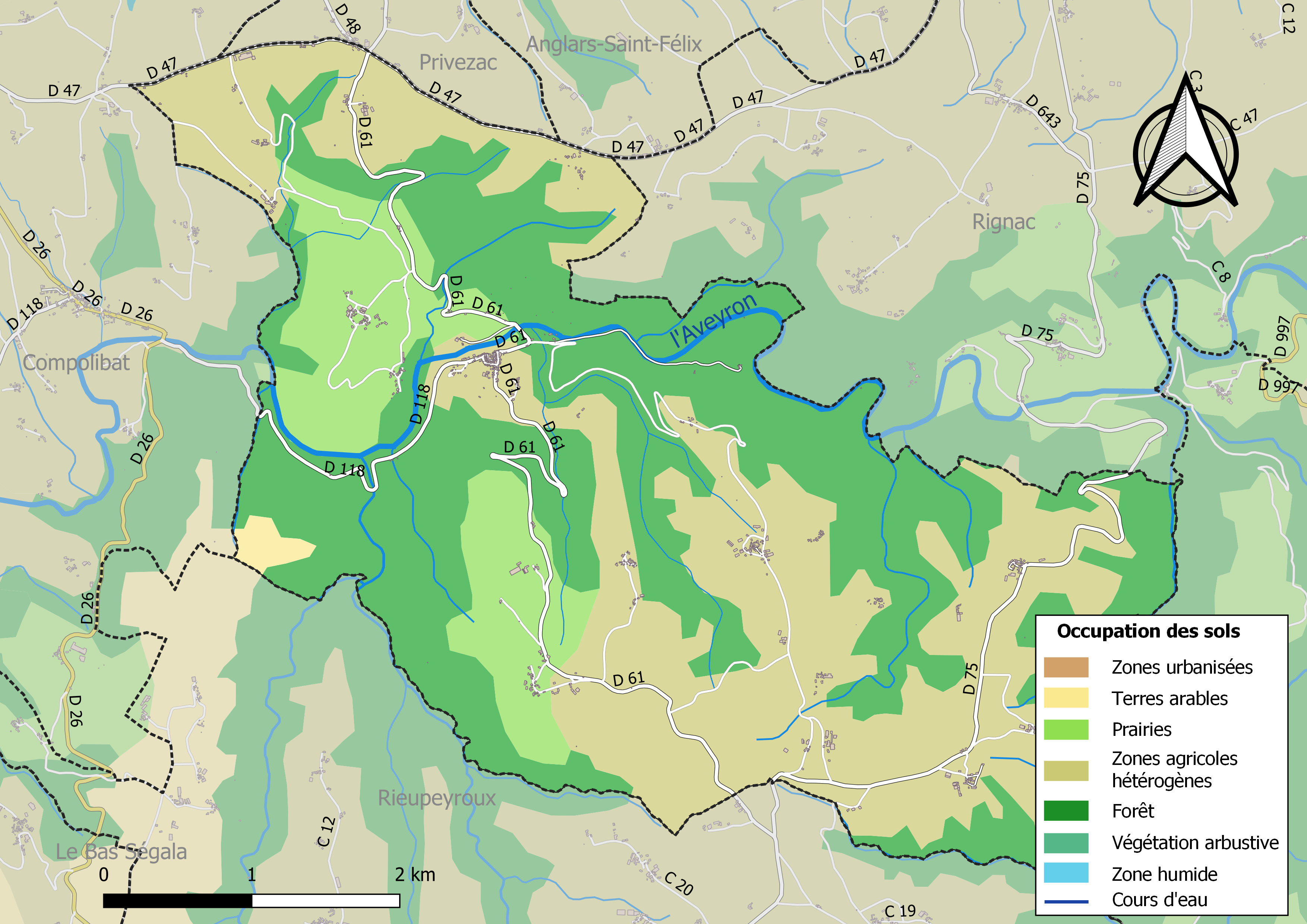
Kaart van de gemeente met de belangrijkste infrastructuur, bodemgebruik en omliggende gemeenten

## Demografie
Onderstaande figuur toont het verloop van het inwonertal (bron: INSEE-tellingen).

Vanwege een beveiligingsprobleem met de MediaWiki Graph-software is het momenteel niet mogelijk deze grafiek weer te geven. Zodra de software is bijgewerkt zal de grafiek vanzelf weer zichtbaar worden.